# Eldens själ
Eldens själ är fantasybok och den tolfte delen i bokserien Sanningens svärd av Terry Goodkind. Boken utgör den andra tredjedelen ur originalverket Soul of the Fire.